# Trường Trung học phổ thông Trần Phú, Thành phố Hồ Chí Minh
Trường Trung học phổ thông Trần Phú là một trường trung học phổ thông công lập tọa lạc tại Thành phố Hồ Chí Minh được thành lập chính thức vào năm 1981. Với tên gọi ban đầu là Trường Phổ thông trung học Tân Phú, cơ sở đào tạo sau này được đặt theo tên vị Tổng Bí thư đầu tiên của Đảng Cộng sản Việt Nam – Trần Phú.
Điểm chuẩn tuyển sinh đầu vào của Trần Phú luôn nằm trong danh sách 10 trường cao nhất thành phố xuyên suốt 16 năm liên tục từ 2010 đến 2025.

## Lịch sử
Trong năm đầu của thập niên 80, trên danh nghĩa là một phân hiệu trực thuộc Trường Nguyễn Thượng Hiền, trường Phổ thông trung học Tân Phú ra đời với vài phòng học mượn tạm của Trường Trung học cơ sở Đồng Khởi. Thời điểm này cơ sở đào tạo cho 450 học sinh cùng tập thể giáo viên – công nhân viên chức chỉ có 25 người, phần lớn là giáo viên vừa ra trường và một số ít từ nơi khác chuyển về. Học sinh đa số là gia đình lao động nghèo, chất lượng đầu vào rất thấp, trong đó bao gồm nhiều thành phần cá biệt hoặc bỏ học giữa chừng.
Đến năm 1981, cơ sở dạy học tiếp nhận khu vực thuộc địa phận trước đây của Trường Thanh Niên Phụng Sự Xã Hội, nguyên là doanh trại quân đội được Ban Chỉ huy Quân sự Thành phố chuyển giao tại phường Phú Thọ Hòa, và cũng từ đây chính thức đổi tên thành Trường Trung học phổ thông Trần Phú theo quyết định của Ủy ban nhân dân Thành phố Hồ Chí Minh trong tháng 11 cùng năm. Theo thầy Nguyễn Hào Hiệp, nguyên hiệu trưởng đã gắn bó với ngôi trường xuyên suốt hơn 30 năm cho biết:
| “ | Ngày đó trường thuộc vùng heo hút, cây cối bao quanh, nhà cửa thưa thớt. Đêm về ếch nhái, dế kêu inh ỏi, nhiều giáo viên nữ mới về trường tối đến không dám ra khỏi phòng. Trường lớp thì xiêu vẹo, phần lớn các thầy cô giáo phải ở nhà tập thể. Lương giáo viên lúc đó chỉ đủ mua lương thực để sống mà theo nghiệp làm thầy. Còn học sinh phần lớn là con em nông dân, không ít em phải vừa học, vừa làm ruộng khi tuổi mới lên 9 lên 10. Cuộc sống khó khăn khiến nhiều thầy cô lúc đó xem trường như một trạm dừng chân. Tôi cũng không còn nhớ nổi đã có bao nhiêu lượt thầy cô đến rồi đi. | ” |

## Ban giám hiệu
| Hiệu trưởng: - Lê Thị Mỹ Bích (1980–1983) - Trần Quế Nga (1983–2003) - Nguyễn Hào Hiệp (2003–2015) - Phạm Văn Hùng (2015–2022) - Nguyễn Đức Chính (2022–nay)                 | Hiệu phó: \| - Bùi Thế Xương (1980–1983) - Trần Quế Nga[24] (1981–1983) - Văn Đức Kim (1981–1984) - Nguyễn Thị Thu Nguyệt (1983–1985) - Huỳnh Văn Ớ (1985–2004) - Nguyễn Hào Hiệp (1987–2003) \| \| - Nguyễn Thị Hiếu Hạnh[25][26] (2003–2014) - Nguyễn Phạm Đại (2004–2011) - Trần Nghĩa Nhân[27][28] (2017–2020) - Hoàng Thị Thắm[29] (2017–nay) - Trần Thị Dũ[30] (2018–nay) - Nguyễn Tuyết Trinh[e][34] (2020–nay) \| | |
| - Bùi Thế Xương (1980–1983) - Trần Quế Nga (1981–1983) - Văn Đức Kim (1981–1984) - Nguyễn Thị Thu Nguyệt (1983–1985) - Huỳnh Văn Ớ (1985–2004) - Nguyễn Hào Hiệp (1987–2003) | | - Nguyễn Thị Hiếu Hạnh (2003–2014) - Nguyễn Phạm Đại (2004–2011) - Trần Nghĩa Nhân (2017–2020) - Hoàng Thị Thắm (2017–nay) - Trần Thị Dũ (2018–nay) - Nguyễn Tuyết Trinh (2020–nay) |

| - Bùi Thế Xương (1980–1983) - Trần Quế Nga (1981–1983) - Văn Đức Kim (1981–1984) - Nguyễn Thị Thu Nguyệt (1983–1985) - Huỳnh Văn Ớ (1985–2004) - Nguyễn Hào Hiệp (1987–2003) |  | - Nguyễn Thị Hiếu Hạnh (2003–2014) - Nguyễn Phạm Đại (2004–2011) - Trần Nghĩa Nhân (2017–2020) - Hoàng Thị Thắm (2017–nay) - Trần Thị Dũ (2018–nay) - Nguyễn Tuyết Trinh (2020–nay) |

## Cơ sở vật chất
Sau thời điểm thành lập, trường bắt đầu xây thêm phòng học mới, tu sửa các phòng cũ để có chỗ cho 17 lớp học và khối văn phòng, toàn bộ đều là dạng nhà cấp 4. Trải qua ba lần xây dựng, Trần Phú đã sở hữu 36 phòng học với đầy đủ các phòng chức năng phục vụ công tác đào tạo, đạt chuẩn kiểm định chất lượng giáo dục cấp độ ba vào năm 2013 theo chứng nhận của Ủy Ban Thành phố.
Vào ngày 19 tháng 4 năm 2011, một sự cố xảy ra khiến gần 3.000 học sinh của trường phải nghỉ học do chịu ảnh hưởng bởi công trình thi công cải tạo lắp đặt cống. Toàn bộ sân và tầng trệt của trường bị ngập nặng, nhiều tài liệu và máy tính, máy in, máy chấm thi trắc nghiệm bị hư hỏng.
Tính đến năm 2023, trường đã xây dựng được 53 phòng học đạt chuẩn và thêm nhiều phòng chức năng khác: 1 hội trường phục vụ hoạt động chuyên môn và ngoại khoá; 1 thư viện có máy vi tính nối mạng, nhiều đầu sách phục vụ công tác học tập và nghiên cứu; 3 phòng thực hành thí nghiệm cho các bộ môn Lý – Hoá – Sinh; 4 phòng vi tính; 1 phòng tư vấn tâm lý cho học sinh và 1 phòng y tế.

## Hoạt động ngoại khóa
Ngoài các chương trình Hội trại Truyền thống 26/3, Trại Xuân, Trại Trưởng thành, Lễ Trưởng thành và Tri Ân, các buổi sinh hoạt chuyên đề hằng tháng, học sinh có thể gia nhập các câu lạc bộ-nhóm nhạc như Media, Movie, Geography, Robotic, Photography, đội văn nghệ Vút Bay,... hoặc tham gia các chương trình hướng nghiệp của tổ Địa lý, Lịch sử với các hoạt động ngoại khóa theo chủ điểm tháng. Năm 2023, trường ra mắt câu lạc bộ trí tuệ nhân tạo nhằm tạo điều kiện cho học sinh sớm tiếp cận với công nghệ số.

## Thành tích

### Tuyển sinh
Từ một cơ sở dạy học nhỏ với đầu vào chất lượng thấp, trong đó không ít thành phần học sinh cá biệt với năng lực dừng ở mức trung bình. Trần Phú đã dần khẳng định được vị trí qua thời gian. Năm 2008, trường có lượng thí sinh đăng ký dự thi nguyện vọng một cao thứ nhì khu vực, đạt ngưỡng 2.318, giữ vững vị trí so với hai năm sau. Với cùng nguyện vọng, dù lượng hồ sơ giảm xuống mức 1.994, trường vẫn sở hữu tổng thí sinh đăng ký vào lớp 10 dẫn đầu Sài Gòn trong năm 2011.
Điểm chuẩn tuyển sinh đầu vào của Trần Phú luôn nằm trong danh sách 10 trường cao nhất thành phố Hồ Chí Minh xuyên suốt 16 năm liên tục từ 2010 đến 2025.

### Tỷ lệ tốt nghiệp và đậu đại học
Năm 2010, Trần Phú là 1 trong 22 trường THPT của thành phố có học sinh đạt tỷ lệ tốt nghiệp 100%, mức tỷ trọng tuyệt đối này được giữ vững vào năm 2011.
Trong giai đoạn Cục Công nghệ Thông tin thuộc Bộ Giáo dục và Đào tạo vẫn còn công bố bảng xếp hạng Top 200 trường trung học phổ thông có điểm thi đại học cao nhất cả nước. Ghi nhận thông tin cho thấy lần đầu tiên Trần Phú lọt vào danh sách là vào năm 2009, cán mốc ở ngưỡng 161 và con số này tăng dần qua từng thời kỳ. Năm 2011, phổ điểm đại học bình quân học sinh khối 12 của Trần Phú là 15,28, đứng vị trí 93, tăng so với cùng kỳ năm trước với điểm bình quân đạt mức 13,82, xếp hạng 147 toàn quốc. Năm tiếp theo, trường tiếp tục leo lên đến vị trí 79.

### Học sinh
Nhóm nhạc Vút Bay của trường lập kỷ lục khi lên ngôi quán quân bốn năm liên tiếp tại cuộc thi "Chú Ve Con" toàn thành giai đoạn 2014-2017.
Trong kỳ thi tuyển sinh đại học năm 2007, với số điểm 29/30, cựu học sinh trường Trần Phú Nguyễn Ảnh Cường là một trong bốn thủ khoa của Đại học Ngoại thương cơ sở phía Nam. Cường sở hữu 1 triệu đô la Mỹ vào năm 28 tuổi nhờ vào việc quản lý quỹ đầu tư nhưng khối tài sản này nhanh chóng bị mất trắng khi anh khởi nghiệp. Năm 2019, anh đồng sáng lập và giữ chức tổng giám đốc điều hành Fundiin – một công ty hoạt động theo mô hình mua trước trả sau.
Năm 2017, Đại học Luật Thành phố Hồ Chí Minh là trường đầu tiên trên cả nước công bố danh sách trúng tuyển, trong đó đỗ thủ khoa là học sinh trường Trần Phú với tổng điểm 27,25 bao gồm tổ hợp ba môn (Toán, Giáo Dục Công Dân và Tiếng Anh). Một năm sau, thống kê phổ điểm kỳ thi THPT quốc gia cho thấy Trần Phú tiếp tục có thí sinh sở hữu điểm 10 môn toán duy nhất ở Sài Gòn, và là một trong hai điểm tuyệt đối trên toàn quốc. Đây cũng chính là thủ khoa đầu vào của Trường Đại học Sư phạm Thành phố Hồ Chí Minh trong kỳ thi tuyển sinh đại học và cao đẳng cùng năm.

## Tranh cãi
Năm 2015, theo lời phản ảnh của phụ huynh khối lớp 12, Trần Phú yêu cầu học sinh phải học thêm tại trường giữa năm để chuẩn bị cho kỳ thi tốt nghiệp trung học phổ thông, nếu không chấp hành sẽ bị cấm thi và không được phát phiếu báo danh. Trước thông tin này, thầy Phạm Văn Hùng – hiệu trưởng trường tại thời điểm đó cho biết: "Nhà trường có vận động học sinh tham gia lớp ôn tập để tránh quên kiến thức. Học sinh có nhu cầu thì đăng ký tham gia và tôi lấy danh dự của hiệu trưởng để khẳng định trường Trần Phú hoàn toàn không bắt ép học sinh nào và không có chuyện cấm thi hay không phát phiếu báo thi." Một năm sau, trước quy định của thành phố yêu cầu cấm dạy và học thêm tại trường, Trần Phú vẫn tổ chức các lớp bồi dưỡng văn hóa cho học sinh lớp 10. Trao đổi với Báo điện tử Giáo dục Việt Nam, giám thị cho biết giáo viên của trường sẽ dạy các lớp học này. Trong khi đó thầy Hùng lại nhấn mạnh đây là lớp học ở trung tâm ngoài mang vào chứ không phải của trường.
Năm 2017, tranh cãi tiếp tục nổ ra sau khi một số phụ huynh khối lớp 10 phản ảnh nhà trường yêu cầu học sinh phải mua một bộ sách tiếng Anh nước ngoài để học thay vì giảng dạy theo chương trình chính thức do Bộ Giáo dục quy định. Vài học sinh cho biết sách này chỉ áp dụng cho các lớp tăng cường tiếng Anh và phải đăng ký ngay từ đầu năm học, trong khi số khác lại thông tin bộ sách được sử dụng để thay thế hoàn toàn cho sách giáo khoa. Sau khi xác minh sự việc, Sở Giáo dục và Đào tạo cho biết trước đó nhà trường đã gửi thư ngỏ đến tất cả phụ huynh về việc tổ chức dạy tiếng Anh với người nước ngoài và nhận được sự nhất trí từ họ. Còn bộ giáo trình nước ngoài chỉ là tài liệu bổ trợ, tăng cường cho hoạt động học tập của học sinh theo hướng dẫn từ Sở.